# 강원대학교 도서관
강원대학교 도서관(江原大學校圖書館)은 대한민국 강원특별자치도에 위치한 강원대학교의 기본 교육시설이다.

## 역사
1953년 9월 10일 현 강원대학교 예술대학 맞은편 주차장 부지에서 춘천농과대학 부속도서관으로 설립 개관한 것을 시작으로 여긴다. 1970년 7월 1일 강원대학 부속도서관으로 개칭하였으며, 1972년 3월 6일 신축 도서관을 건설하여 이전하였으나, (현 강원대학교 중앙박물관으로 이용) 장서 공간의 부족으로 1984년 10월 10일 현 도서관으로 이전하였다.
2014년 2월 28일, 학칙 개정으로 부속시설이었던 강원대학교 중앙도서관을 교육 기본시설으로 변경하였다. 2014년 4월 10일 강원대학교 중앙도서관 규정의 변경으로 분리되어 있었던 강원대학교 삼척도서관과 조직을 일원화시키고, 춘천캠퍼스의 중앙도서관을 도서관으로, 삼척캠퍼스의 도서관을 삼척도서관으로 개칭하였다.
강릉원주대학교와의 연합대학체제 협정으로 강릉원주대학교 중앙도서관과 연합 도서관 시스템을 구축하여 상호 대학 도서관의 자료를 재학생과 동일하게 모교에서 이용할 수 있는 상호 대차 서비스를 구축, 운영하고 있다.

## 춘천 도서관

### 중앙도서관
기존의 도서관 (현 강원대학교 박물관 건물)이 장서 용량을 뛰어넘게 되자 강원대학교 측은 장서를 보관하고 열람 능력을 확충한 신규 도서관의 필요성을 느끼게 되었다. 대학 본부는 여유 부지가 있었던 미래광장 동편, 강원대학교 축산학과실 뒷편의 구릉지에 도서관을 건축한다는 계획을 세우게 되었으며, 1984년 10월 10일 이를 완공하게 되었다. 과거 강원대학교는 현 학군단 옆 운동장에서 학위 수여식, 입학식과 같은 중요 행사들을 개최해 왔었는데, 도서관 앞 미래 광장의 재단장과 맞물려 강원대학교 중앙도서관의 건축으로 중요 행사 및 축제를 이곳에서 개최하게 되었다.
이후 2010년대 중앙도서관의 지속된 노후화와 설계 하중을 뛰어넘는 장서의 압박으로 인해 도서관 지반이 침하되거나 외벽 갈라짐 현상, 하중 과다 현상이 지적되었다. 기존 중앙도서관 건축물의 안전도 확보와 신규 장서를 분산 보관할 도서관 건설이 필요성이 대두되게 되었다. 따라서 동문에 미래 도서관을 건축하여 장서의 분산 능력을 고려한 신규 도서관을 건축하기로 결정한다. (동문 미래 도서관) 2020년 7월 1일부터 2021년 1월 3일까지 COVID-19 사태로 인해 원격 등교가 결정된 이후 강원대 도서관측은 이용 학생이 적은 상황을 이용하여 강원대 중앙도서관 내진 공사를 실시하였으며, 공사 결과로 기존의 노란색 타일의 외벽은 회색 화강암 외벽 패널로 바뀌었다. 공사 기간 동안 (180일) 학생들은 대출 희망 도서를 미리 신청한 뒤 경영 2호관 입구 등에서 희망 도서를 대출, 반납하여야 하였다. 공사 이전 자유롭게 출입할 수 있었던 도서관 입장은 공사 이후 출입장치 설치로 체온 측정과 학생증을 확인한 뒤 출입하는 것으로 변경되었다. 미래광장 출입구는 방역을 이유로 잠정 폐쇄되었으며, 도서관 이용 시 농업대학, 경영대학 방면 출입구로만 이용해야 한다.

#### 층별 안내
- 1층 (지하) : 제1보존서고, 제6보존서고, 논문자료실, 서양서단행본실,
- 2층 (로비) : 참고 도서실, 종합정보 검색실, 정보봉사실
- 3층 : 스마트 열람실, 외국학술지지원센터, 정기간행물실,
- 4층 : 제1일반열람실, 제2일반열람실, 멀티미디어실, 휴게실
- 5층 : 장서실

#### 백령시네마
매주 화요일, 목요일마다 4층 멀티미디어실에서 한국 영화와 외국 영화를 정기적으로 상영해 주는 프로그램이 존재한다. 상영 영화에 대한 정보는 강원대학교 도서관 홈페이지나 어플리케이션, 강원대학교 도서관 엘리베이터에 공지된다. 시네마 상영 수용 인원은 60여명 선이다. 코로나 19로 인해 현재는 잠정 운영이 중단된 상태다.

### 동문 미래 도서관 (가칭)
중앙 도서관의 지속된 노후화와 설계 하중을 뛰어넘는 장서의 압박으로 인해 (58% 초과) 도서관 지반이 침하되거나 외벽 갈라짐 현상, 하중 과다 현상이 지적되었다. 기존 중앙도서관 건축물의 안전도 확보와 신규 장서를 분산 보관할 도서관 건설이 필요성이 대두되게 되었다.
국회의 지적 이후, 강원대 도서관측은 집협관 5층을 보존서고로 지정하고 대출 빈도가 잦고 오래된 장서를 해당 부지에 분산 보관해 오는 방식으로 대처해 왔으나 분산 보관에도 한계가 도달하자 부지 여유가 있는 동문 지역에 신규 도서관을 건설한다는 계획을 세우게 되었다. 2019년 1월 30일, 강원대학교는 강원대학교 춘천캠퍼스 동문 일대에 '미래도서관' 신축 공사 기공식을 열었다. 지상 5층, 지하 1층 규모로 지어지며, 연면적은 1만2,202m2（건축면적 2,885m2）이며, 총 사업비 230억원이 투입될 것임을 밝혔다. 기존 개관일시는 2024년으로 예정되어 있었으나, 2022년 6월 개관으로 앞당겨지게 되었다.
2021년 6월 작성 현재 골조 공사와 외벽 공사는 완료되었으며 내부 공사가 진행 중이다. 강원대학교는 미래도서관 내부 공사에 필요한 공간 구성, 교육 시설 확충을 위해 신축 도서관 26억 원 확충을 목표로 네이밍 켐페인을 전개 중이다.

### 집현관
동문 인근의 약학대학교와 산림대학교 인근에 위치하고 있다.
코로나 -19 사태 이후 방역 단계에 따라 운영과 폐쇄를 반복하고 있으므로 이용전 확인이 필요하다.

### 법학 전문 도서관
법학전문대학원 뒷편에 마련된 법학전문 도서관이다.

### 의학 전문 도서관
의학전문대학원 뒷편에 마련된 의학전문 도서관이다.

## 삼척 도서관

### 삼척 도서관
- 1층 : 이용자 서비스 센터, 일반열람실, 휴(休)brary
- 2층 : 사회 과학자료실, 보존자료실, 사무실, Art-brary
- 3층 : 과학, 예술 자료실
- 4층 : 어문학자료실, 역사자료실, 멀티미디어실

### 도계 도서관
- 1층 : 주제자료실 1, 보존자료실
- 2층 : 이용자 서비스 센터, 사무실, 주제자료실2, 멀티미디어실 1, 멀티미디어실 2
- 3층 : 영상세미나실, 구룹스터디룸 1, 2 , 일반열람실 1, 2, 3, 휴게실